# Nucléaire ? Non merci !
Pour le film, voir Nucléaire, non merci (film).

Le « soleil souriant », symbole du mouvement antinucléaire.

« Nucléaire ? Non merci ! » est un logo international, symbole du mouvement antinucléaire.

## Description
Le logo représente un soleil stylisé rouge, souriant les yeux fermés, sur un fond jaune. En arc de cercle au-dessus de lui est inscrite la phrase « Nucléaire ? », et en dessous « Non merci », ou une traduction de cette expression dans la langue adéquate. Le soleil représente là les énergies renouvelables possibles par l'utilisation de panneau solaire.

## Historique

### Création
L'idée du logo vient à Anne Lund, étudiante en économie de 22 ans au Danemark, en mars 1975. Après des discussions avec Søren Lisberg, un autre activiste, elle dessine le logo en avril 1975 à l'aide d'un crayon orange et la phrase danoise « Atomkraft? Nej tak ». Les contraintes étaient les suivantes :
- un appel amical à la discussion. La phrase ne revendique rien directement, mais pose une question à laquelle elle répond par une formule de politesse ;
- une alternative à l'énergie nucléaire (le Soleil) ;
- une image simple et reconnaissable.

Les 500 premiers badges portant le logo ont été vendus pour la fête du Travail, le 1er mai 1975.

### Utilisation
Jusqu'en 1977, le badge est vendu à un million d'exemplaires en Allemagne de l'Ouest. Les droits d'auteur à cette époque sont détenus par l'organisation danoise anti-nucléaire Organisationen til Oplysning om Atomkraft (da) (OOA) à Copenhague.
Le logo s'est répandu dans le monde entier, traduit en 45 langues et produit à des millions d'exemplaires.
Les dessins originaux ont été déposés par l'OOA en 2000 au musée national du Danemark de Copenhague. Des badges sont également exposés comme témoins de leur époque au musée historique allemand de Berlin.

Le symbole est une marque déposée, enregistrée auprès de l'Office de l'harmonisation dans le marché intérieur sous le numéro 004193091. Les organisations environnementales souhaitant utiliser le logo doivent acquitter à la fondation danoise une redevance symbolique, investie dans des projets du mouvement anti-nucléaire.
Le slogan a été détourné en « Nucléaire ? Oui merci ! » par les pro-nucléaires.

## Exemples

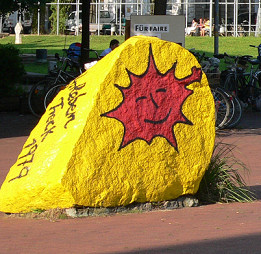
Pierre commémorative peinte à Hanovre pendant la Gorleben-Treck (de) en 1979.
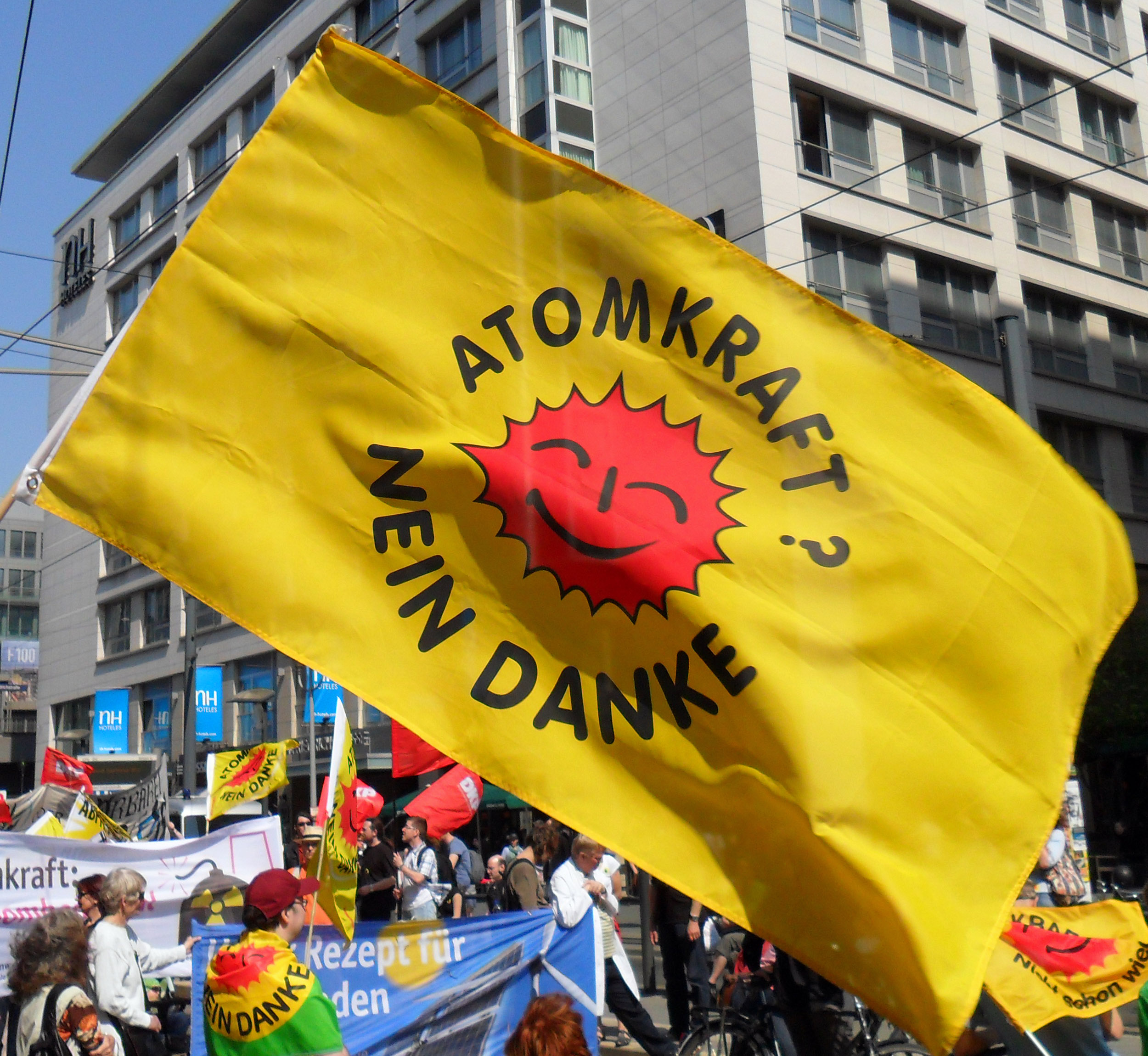
Un drapeau lors d'une manifestation à Berlin en 2011.
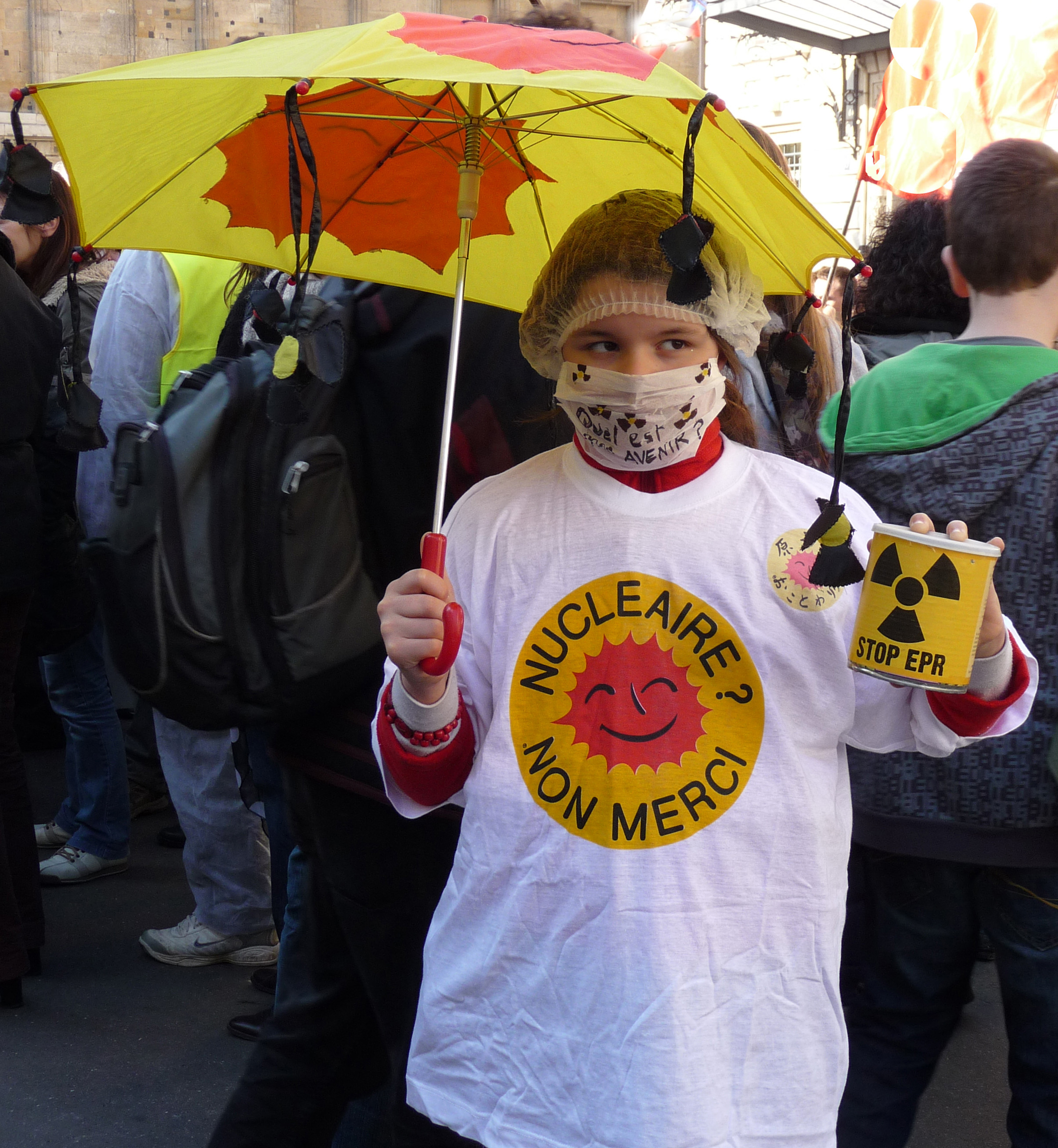
Manifestation antinucléaire à Paris le 20 mars 2011, à la suite de l'accident nucléaire de Fukushima, au Japon.